# Kottmar
Kottmar är en Gemeinde i Landkreis Görlitz i det tyska förbundslandet Sachsen. Kottmar, som för första gången nämns i ett dokument från 1352, har cirka 7 000 invånare.
Kommunen bildades den 1 januari 2013 genom en sammanslagning av de tidigare kommuneran Obercunnersdorf, Niedercunnersdorf och Eibau.

## Ortsteile
Kottmar består av följande Ortsteile:
- Eibau
- Walddorf
- Neueibau
- Kottmarhäuser
- Obercunnersdorf
- Kottmarsdorf
- Niedercunnersdorf
- Ottenhain